# カメノコテントウ
カメノコテントウ Aiolocaria hexaspilota (Hope, 1831) はテントウムシ科の昆虫の1種。この仲間では特に大きい種で、背面には赤の地に黒い亀甲紋を持つ。

## 特徴
体長11～13mmに達する大型のテントウムシ。体形は半球形で表面は光沢が強い。全体に艶のある黒色で、前胸背の両側に橙黄色の、前翅と腹部の縁沿いに橙赤色の斑紋がある。頭部は小さく、やや荒い点刻が密集しており、また淡褐色の短い毛がある。前胸背は幅が広く、またその前の縁は深く抉れた形になっている。側面は丸くて少し反り返っており、後ろの両端は丸くなっている。また背面の点刻は頭部よりずっと細かくて弱い。前胸背の両側に橙黄色の斑紋があるが、その外側の縁沿いには狭く黒い部分が残っている。前翅の表面は前胸背とほぼ同様で、亀甲状の橙赤色の斑紋がある。ただし斑紋の形には個体差がある。希ながら前翅全体が完全に黒になった黒色型も見られる。またその外側の縁は少し反り返っており、また縫合線も合わせて常に狭い黒色の部分に縁取られている。
幼虫は紡錘形をしており、紅色を帯びた暗褐色である。腹部の体節にはそれぞれに3対の黒くて円錐形の突起が並んでいる。

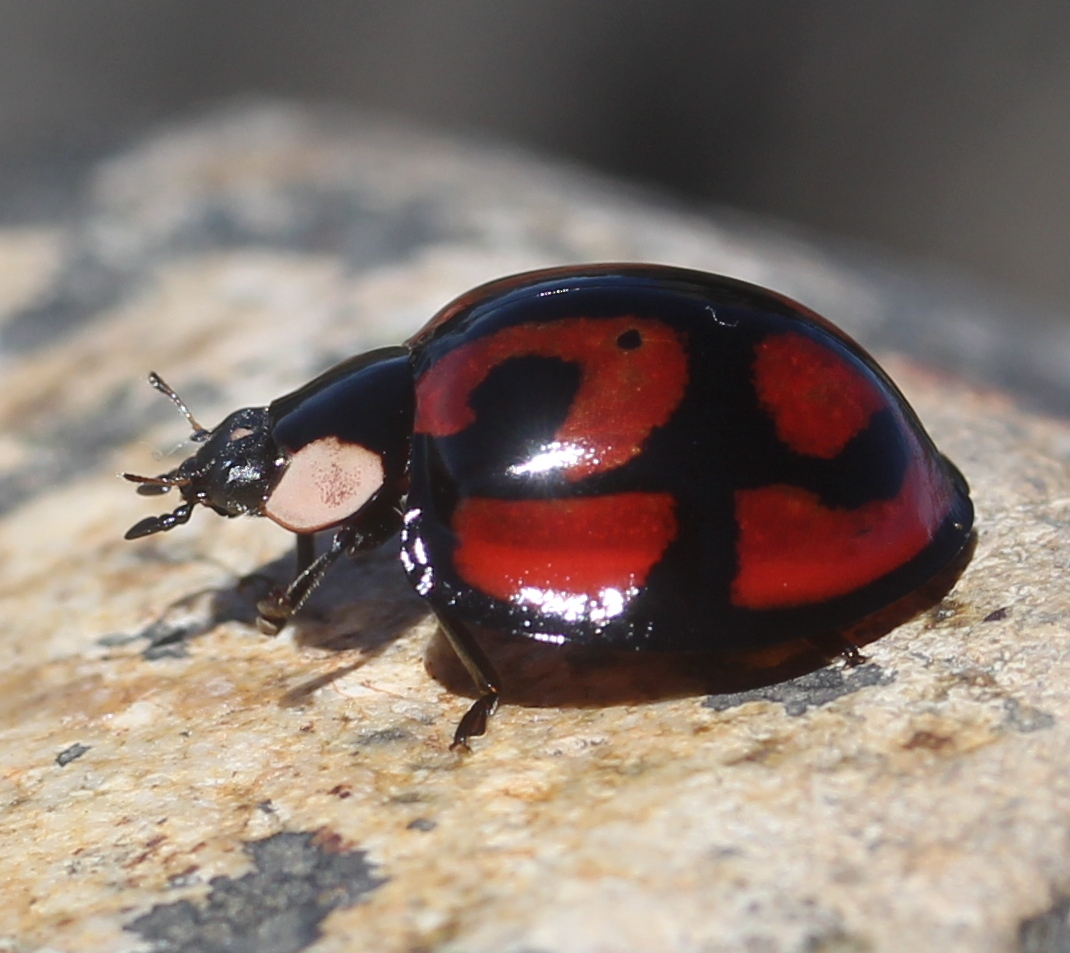
側面
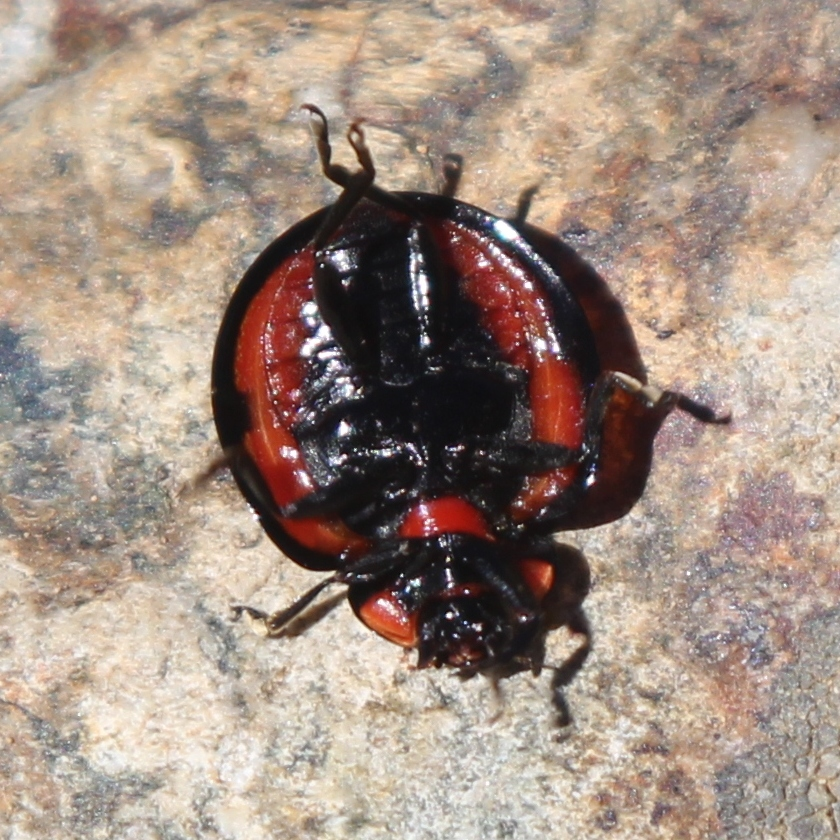
腹面
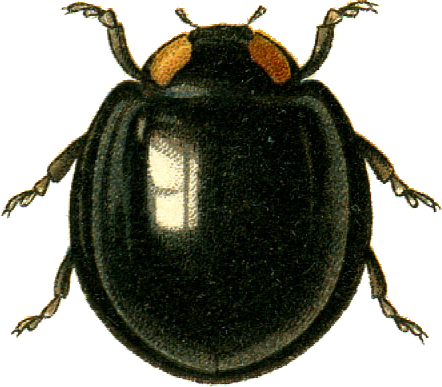
黒色型
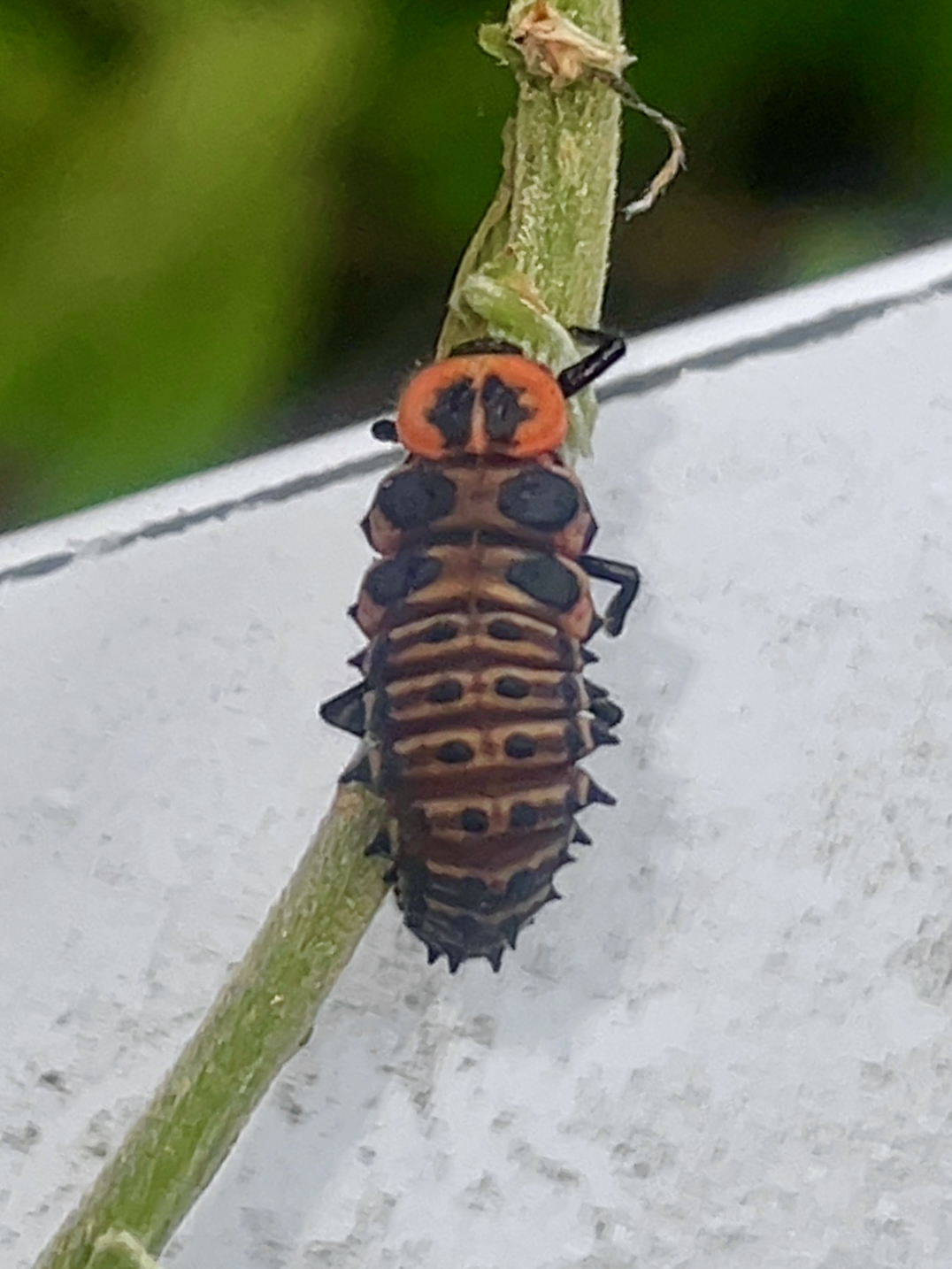
幼虫

## 分布
日本では北海道、本州、四国、九州で見られ、国外では台湾、中国の南部、ヒマラヤ、インド北部に分布する。

## 生態など
成虫は5月頃から出現する。ノグルミ、サワグルミ、オニグルミなどの葉を食害するクルミハムシの幼虫を捕食する。5～6月にクルミ類の葉裏に産卵する。卵はオレンジ色をしており、20～40個の塊として生み付けられる。幼虫もクルミハムシの幼虫を餌とする。約2週間で幼虫は成熟し、葉裏で蛹化する。越冬は成虫で行い、しばしば枯れ葉や石の下で集団越冬しているのが観察される。

## 分類など
石井他編(1950)では A. mirabilis の学名が使われており、A. hexaspilota はインドから中国に産するもので、あるいは本種と同一かもしれないと記されている。黒澤他(1985)では頭記の学名を採っており、他方で近縁の別種としてナガカメノコテントウに A. mirabilis の学名を当てている。ただし坂本(2005)ではこの二者について別種とする説もある、と記しており、判断は定まっていないようである。なお黒澤他(1985)では上記のように本種も北海道に分布するとしており、北海道ではこの2つの型がどちらも見られる、ということのようである。
本種と同属のものとしては黒澤他(1985)に上記のナガカメノコテントウが取り上げられているのみで、この種は本種に比べてやや細長い体形をしており、本種では前胸背の後端の幅が前翅部の前端の幅に対して約3/4であり、この種ではこの比が4/5程度である、という。
本種はその大きさと斑紋が独特で他に似た種はない。斑紋の点ではやや似ているのがヒメカメノコテントウ Propylea japonica やこれと同属のコカメノコテントウ P. quatuordecimpunctata であるが、これら2種は共に体長が大きいものでも5mmに達せず、本種の約半分しかないので混同する可能性はない。
ちなみに本種の体長は一般に知られるテントウムシであるナナホシテントウ Coccinella septempunctata やナミテントウ Harmonia axyrides が約8mmなので、それに比べると一回り以上は大きく見える。日本では他にオオテントウ Synonycha grandis が大きいもので13mmに、同属のハラグロオオテントウ S. superba が12mm になり、本種よりやや大きいか同程度になる。

## 利害
クルミハムシを捕食するので益虫である。ただしこのような表現は確認した出典では他には見られず、その評価は高くないと思われる。